# Oco
Oco település Spanyolországban, Navarra autonóm közösségben. Oco Abáigar, Murieta, Ancín-Antzin, Legaria, Olejua és Etayo községekkel határos. Lakosainak száma 63 fő (2024).

## Népesség
A település népessége az elmúlt években az alábbi módon változott:
| Lakosok száma | 87   | 76   | 78   | 71   | 71   | 66   | 77   | 77   | 73   | 63   |
|               | 2001 | 2004 | 2007 | 2009 | 2012 | 2014 | 2017 | 2019 | 2022 | 2024 |